# Shun Morishita
Shun Morishita (森下 俊 Morishita Shun?), född 11 maj 1986 i Mie prefektur, är en japansk fotbollsspelare.
Morishita började sin karriär 2005 i Júbilo Iwata. 2009 flyttade han till Kyoto Sanga FC. Efter Kyoto Sanga FC spelade han för Kawasaki Frontale och Yokohama FC. Han gick tillbaka till Júbilo Iwata 2014. Han spelade 100 ligamatcher för klubben. 2020 flyttade han till Iwate Grulla Morioka.